# Jackie Saunders
Jackie Saunders, o Jacqueline Saunders, nome d'arte di Anna Jackal (Filadelfia, 6 ottobre 1892 – Palm Springs, 14 luglio 1954), è stata un'attrice e sceneggiatrice statunitense.

## Biografia
Nata nel 1892 in Pennsylvania, a Filadelfia, lavorò anche come modella. Iniziò la sua carriera di attrice recitando a teatro, nel circuito Orpheum. Si avvicinò al cinema nel 1911, con una particina in un corto di D.W. Griffith, Through Darkened Vales. Dopo aver lavorato alla Nestor Film Company e alla Kinemacolor, nel 1914, venne messa sotto contratto dalla Balboa Films, di cui divenne una delle attrici più conosciute. Nel 1916, si sposò con il produttore E. D. Horkheimer; dal loro matrimonio, durato fino al 1920 e finito con un divorzio, nacque una figlia (1917-2006) alla quale i genitori diedero il nome di Jacqueline. Dopo la chiusura della casa di produzione del marito, Jackie Saunders passò a lavorare per altri produttori e per altre compagnie, come William Fox, la Metro Pictures, Lewis J. Selznick, Thomas H. Ince e B. P. Schulberg. L'ultima sua apparizione sullo schermo fu nel 1925, con un piccolo ruolo in The People vs. Nancy Preston.
Il 29 giugno 1927, si sposò con J. Ward Cohen. Questa volta, la nuova unione dell'attrice si rivelò felice e i due rimasero sposati fino alla morte di lui, il 16 marzo 1951. Anche da questo matrimonio nacque una figlia.
Jacqueline Saunders morì il 14 luglio 1954 a Palm Springs, in California e venne sepolta al Welwood Murray Cemetery. Sulla targa, viene riportato il nome Jacqueline Saunders Cohen.

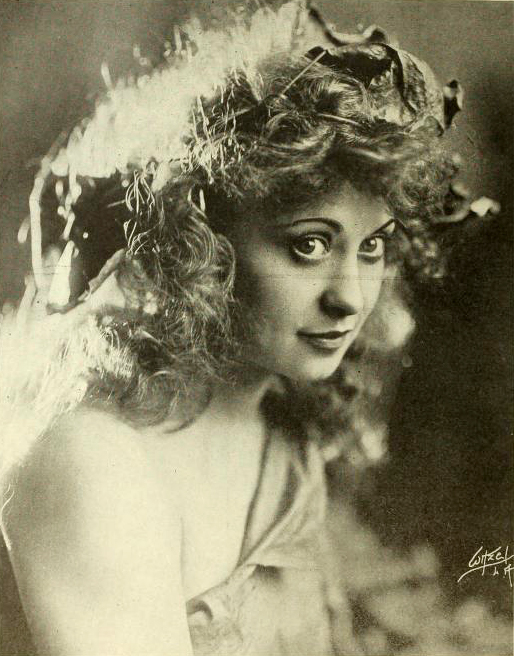
su Moving Picture World (1919)
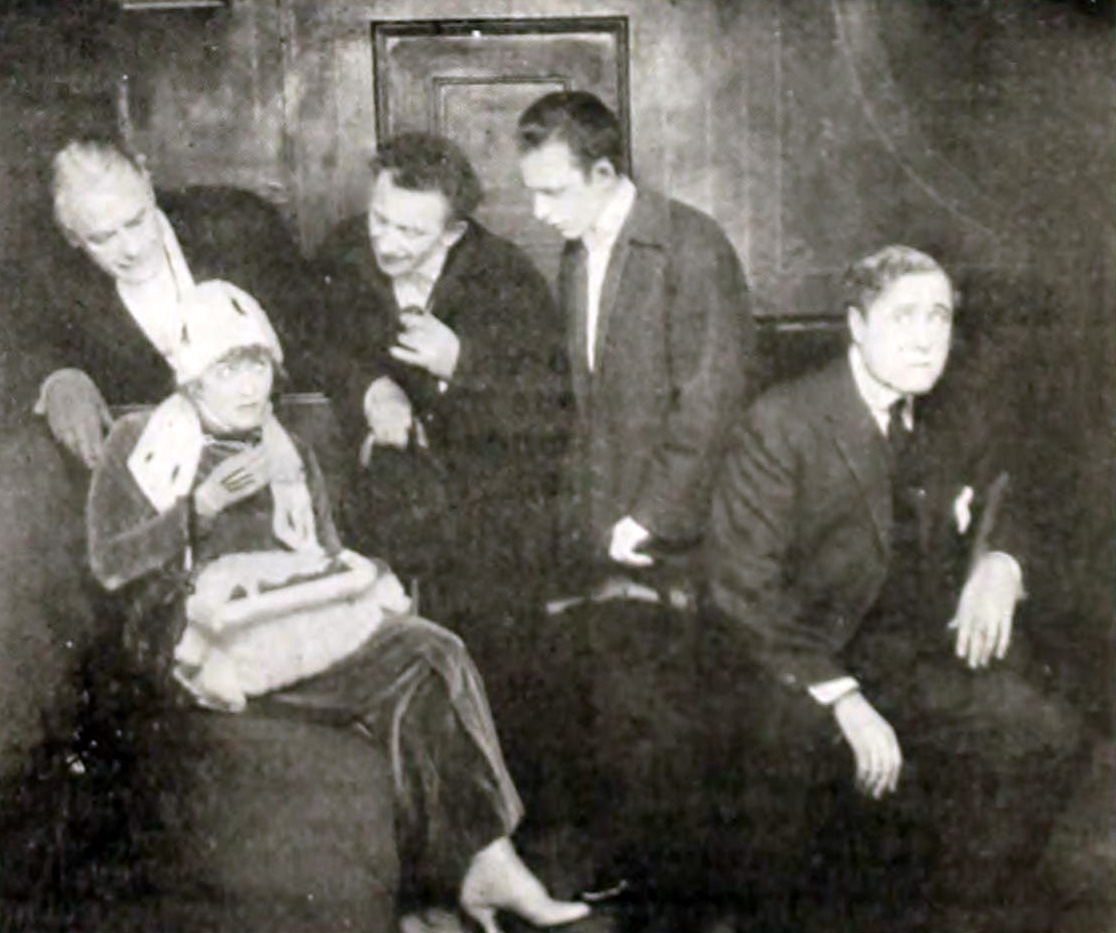
The Flirting Bride (1916)
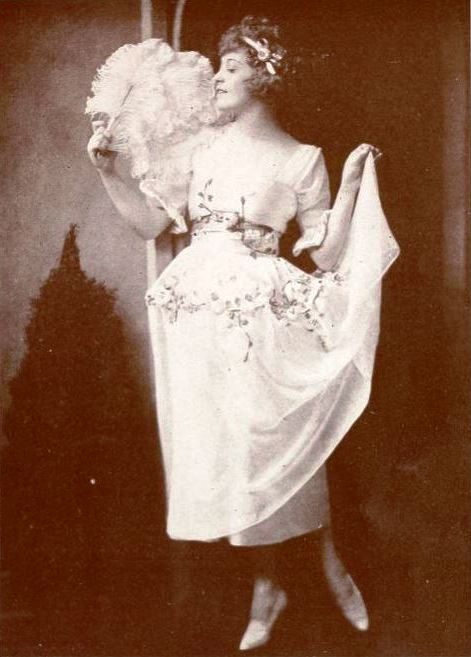
su Shadowland (1920)
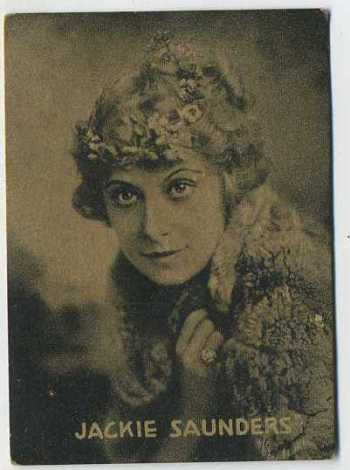
Cartolina pubblicitaria (1921)

## Filmografia
La filmografia - basata su IMDb - è completa.

### Attrice
- Through Darkened Vales, regia di D.W. Griffith - cortometraggio (1911)
- The Old Bookkeeper, regia di D.W. Griffith - cortometraggio (1912)
- Gold and Dross - cortometraggio (1913)
- Fatty and the Bandits - cortometraggio (1913)
- Local Color, regia di David Miles - cortometraggio (1913)
- The Intrigue - cortometraggio (1914)
- Gypsy Love, regia di Henry Otto - cortometraggio (1914)
- The Hunchback of Cedar Lodge (1914)
- The Will o' the Wisp, regia di Henry Otto (1914)
- The Square Triangle, regia di Bertram Bracken - cortometraggio (1914)
- The Heart of a Brute, regia di Bertram Bracken - cortometraggio (1914)
- Rose of the Alley - cortometraggio (1914)
- Little Sunbeam - cortometraggio (1914)
- Little Jack - cortometraggio (1914)
- When Fate Was Kind - cortometraggio (1914)
- Ill Starred Babbie, regia di Sherwood MacDonald (1914)
- The Coveted Heritage - cortometraggio (1914)
- Saved from Himself - cortometraggio (1915)
- The Acid Test (1915)
- Eyes That Cannot See - cortometraggio (1915)
- The Web of Crime - cortometraggio (1915)
- The Tomboy, regia di William Wolbert (1915)
- Pearls of Temptation - cortometraggio (1915)
- The Adventures of a Madcap (1915)
- The Woman of the Sea - cortometraggio (1915)
- A Bolt from the Sky - cortometraggio (1915)
- His Conquered Self - cortometraggio (1915)
- A Rose Among the Briars - cortometraggio (1915)
- A Daughter of the Woods - cortometraggio (1916)
- The Heart Breakers (1916)
- The Shrine of Happiness, regia di Bertram Bracken (1916)
- The Child of the West (1916)
- A Slave of Corruption (1916)
- The Girl Who Won - cortometraggio (1916)
- The Twin Triangles, regia di Harry Harvey (1916)
- The Flirting Bride - cortometraggio (1916)
- The Grip of Evil, regia di W.A.S. Douglas e Harry Harvey (1916)
- The Better Instinct, regia di Bertram Bracken (1916)
- Sunny Jane, regia di Sherwood MacDonald (1917)
- The Wildcat, regia di Sherwood McDonald (1917)
- The Checkmate, regia di Sherwood MacDonald (1917)
- A Bit of Kindling
- Betty Be Good, regia di Sherwood MacDonald (1917)
- Bab the Fixer, regia di Sherwood MacDonald (1917)
- Muggsy
- Someone Must Pay, regia di Ivan Abramson (1919)
- The Miracle of Love, regia di Robert Z. Leonard (1919)
- Dad's Girl
- Drag Harlan, regia di J. Gordon Edwards (1920)
- The Scuttlers, regia di J. Gordon Edwards (1920)
- Puppets of Fate, regia di Dallas M. Fitzgerald (1921)
- The Infamous Miss Revell
- Shattered Reputations
- Defying Destiny
- Alimony, regia di James W. Horne (1924)
- Great Diamond Mystery
- The Courageous Coward, regia di Paul Hurst (1924)
- Broken Laws
- Flames of Desire
- Faint Perfume, regia di Louis J. Gasnier (1925)
- The People vs. Nancy Preston, regia di Tom Forman (1925)

### Sceneggiatrice
- Rose of the Alley (1914)
- Bab the Fixer, regia di Sherwood MacDonald (1917)